# Dasella herdmaniae
Dasella herdmaniae är en kräftdjursart som först beskrevs av Lebour 1939.  Dasella herdmaniae ingår i släktet Dasella och familjen Palaemonidae. Inga underarter finns listade i Catalogue of Life.